# Maksymilian Kolanowski
Maksymilian Kolanowski (ur. 1815 w Poznaniu, zm. 24 listopada 1844 tamże) – nauczyciel, filolog.
Ukończył gimnazjum Marii Magdaleny w Poznaniu. Od 1836 studiował na uniwersytecie w Berlinie, gdzie w 1842 uzyskał stopień doktora (kierunek: literatura ojczysta oraz filologia staroklasyczna).
W 1843 został nauczycielem w gimnazjum Marii Magdaleny w Poznaniu.
Zmarł na chorobę płuc w 1844 i został pochowany na cmentarzu Zasłużonych Wielkopolan.

## Rodzina
Jego ojcem był Stanisław Kolanowski. Posiadał 9 rodzeństwa. Imiennie znani są: Leon (zmarł w młodym wieku na emigracji), Saturni (poległ w powstaniu listopadowym) i Aniela (żona Antoniego Rose).